# Clairette Petrucci
Pour les articles homonymes, voir Petrucci.
 (octobre 2022).
La mise en forme du texte ne suit pas les recommandations de Wikipédia : il faut le « wikifier ».
Les points d'amélioration suivants sont les cas les plus fréquents :
- Les titres sont pré-formatés par le logiciel. Ils ne sont ni en capitales, ni en gras.
- Le texte ne doit pas être écrit en capitales (les noms de famille non plus), ni en gras, ni en italique, ni en « petit »…
- Le gras n'est utilisé que pour surligner le titre de l'article dans l'introduction, une seule fois.
- L'italique est rarement utilisé : mots en langue étrangère, titres d'œuvres, noms de bateaux, etc.
- Les citations ne sont pas en italique mais en corps de texte normal. Elles sont entourées par des guillemets français : « et ».
- Les listes à puces sont à éviter, des paragraphes rédigés étant largement préférés. Les tableaux sont à réserver à la présentation de données structurées (résultats, etc.).
- Les appels de note de bas de page (petits chiffres en exposant, introduits par l'outil «  Source ») sont à placer entre la fin de phrase et le point final[comme ça].
- Les liens internes (vers d'autres articles de Wikipédia) sont à choisir avec parcimonie. Créez des liens vers des articles approfondissant le sujet. Les termes génériques sans rapport avec le sujet sont à éviter, ainsi que les répétitions de liens vers un même terme.
- Les liens externes sont à placer uniquement dans une section « Liens externes », à la fin de l'article. Ces liens sont à choisir avec parcimonie suivant les règles définies. Si un lien sert de source à l'article, son insertion dans le texte est à faire par les notes de bas de page.
- La présentation des références doit suivre les conventions bibliographiques. Il est recommandé d'utiliser les modèles {{Ouvrage}}, {{Chapitre}}, {{Article}}, {{Lien web}} et/ou {{Bibliographie}}. Le mode d'édition visuel peut mettre en forme automatiquement les références.
- Insérer une infobox (cadre d'informations à droite) n'est pas obligatoire pour parachever la mise en page.

Pour une aide détaillée, merci de consulter Aide:Wikification.
Si vous pensez que ces points ont été résolus, vous pouvez retirer ce bandeau et améliorer la mise en forme d'un autre article.
 (octobre 2022).
Si vous disposez d'ouvrages ou d'articles de référence ou si vous connaissez des sites web de qualité traitant du thème abordé ici, merci de compléter l'article en donnant les références utiles à sa vérifiabilité et en les liant à la section « Notes et références ».
Claire Hermine Petrucci Marchese da Sienna alias Clairette Petrucci (1899-1994) est une peintre paysagiste moderne belge. Elle est la femme du sculpteur Marcel Wolfers. Sa mère est Claire Verwée, la fille cadette du peintre animalier Alfred Verwée.

## Naissance et développement
Clairette Petrucci est née à Schaerbeek en 1899 et morte à Court-Saint-Étienne en 1994. Son grand-père était le peintre animalier Alfred Verwée (1838-1895). Elle est la seule fille de l'écrivain, sociologue, critique d'art, sinologue et marchand d'art Raphaël Petrucci (1872-1917). Son mari Marcel Wolfers (1886-1976) est un artiste talentueux qui a travaillé dans des médias très variés, comme des céramiques, orfèvre. 
Elle exerce une attraction particulière sur les auteurs et les artistes, étant par exemple la muse de l'écrivain et poète néerlandais d'avant-garde Edgar du Perron (1899-1940). En 1923, elle épouse finalement son rival, Marcel Wolfers. Après leur mariage, Marcel Wolfers et Clairette Petrucci s'installent dans un luxueux hôtel particulier au cœur de Bruxelles (Hôtel Petrucci-Wolfers), conçu par l'architecte Jean-Jules Eggericx.

## Peinture
Clairette Petrucci étudie la peinture à La Grande Chaumière à Paris. Ses professeurs sont, entre-autres, Lucien Simon et René Ménard
Elle a très peu été exposée et elle est restée longtemps hors de l’intérêt du monde de l’art. Son travail a été mis à la lumière lors de l'exposition  Trésors cachés d'un couple d'artistes, en 2017 à la Galerie St-John à Gand. La grande majorité de ses tableaux appartient encore à la famille.